# Fellner Frigyes
Németvölgyi Fellner Frigyes (Pest, 1871. július 11. – Mauthauseni koncentrációs tábor, 1945. február 17.) közgazdász, statisztikus, egyetemi tanár, felsőházi tag, a Magyar Tudományos Akadémia rendes tagja.

## Élete
Fellner Manó kereskedő és Kramer Cerlina fiaként született. A gimnázium befejezése után jogot végzett Budapesten, már fiatalon megtanult németül és franciául. 1894-ben az államtudományok doktora, 1896-ban jogtudományi doktor lett; 1897-ben ügyvédi oklevelet is szerzett, de ügyvédi gyakorlatot nem folytatott. 1895-ben került a Magyar Agrár- és Járadékbank Rt.-hez. Elnöki titkárként, 1904-től pedig a bank vezértitkáraként dolgozott; 1906-ban igazgatóhelyettes, 1910-ben igazgató, 1914-ben ügyvezető igazgató lett. 1919-től vezérigazgató-helyettes is volt.
Banki gyakorlati munkája mellett széles körű tudományos és oktatói tevékenységet fejtett ki. 1901-től 1905-ig a Budapesti Kereskedelmi Akadémia nemzetgazdaságtan és pénzügytani tanszékén tanított. 1903-tól a Budapesti Tudományegyetem jog- és államtudományi karán agrárpolitikából magántanári képesítést nyert, 1914-ben ugyanott egyetemi nyilvános rendkívüli tanári címet kapott; 1920-tól a Magyar Királyi József Nádor Műegyetem Közgazdasági Karán tanított. Az 1921–1922-es tanévben a Közgazdasági Kar első dékánjává választották, ezért és tudományos munkásságának biztosítása végett banki állásáról lemondott. 1934-ben a Magyar Királyi József Nádor Műegyetem prorektorává választották.
Több gazdasági bizottság munkájában vett részt, 1919-ben a béketárgyalások pénzügyi előkészítését végző bizottság elnökévé nevezték ki. 1917-ben közgazdasági munkásságáért a király nemességet és a „németvölgyi” nemesi előnevet adományozta neki. A Magyar Tudományos Akadémia 1915-ben levelező, 1936-ban rendes tagjává választotta. 1927-ben a felsőház póttagja, a képviselőnek megválasztott gróf Teleki Pál lemondásakor pedig automatikusan a felsőház tagja lett.
Több hazai és külföldi (főként francia) tudományos társaság tagja volt; a Magyar Jogászegylet tiszteletbeli tagjává választotta, 1909-től részt vett a Közgazdasági Társaság irányításában. Szintén 1909-ben a Nemzetközi Statisztikai Intézet (Institut International de Statistique) rendes tagjai közé fogadta.
Utolsó éveinek esetleges munkásságáról nincsenek adatok. Valószínűleg a zsidótörvények rá is vonatkoztak, ezért oktatói és publikációs tevékenysége is lehetetlenné vált. Közvetlenül az ország német megszállása, 1944. március 19. után hurcolták el, és a mauthauseni koncentrációs táborban halt meg. Halála dátuma, 1945. február 17. bíróilag lett megállapítva. Barátja és munkatársa, Éber Antal a Közgazdasági Szemle 1946. októberi számában írt róla nekrológot.

## Családja
Felesége Spett Mária Aranka Gizella (1884–1910) volt.
Fia Fellner Frigyes, ifj (1908–1940) közgazdász, egyetemi magántanár.

## Munkássága
Tudományos kutatásaival három nagy területen: a nemzeti vagyon számítás, a nemzeti jövedelem számítás, valamint a fizetési mérleg és a pénzügystatisztika témakörökben alapozó munkásságot fejtett ki. Közgazdász-statisztikai kutatási eredményei annál inkább jelentősek, mivel azokat nem a statisztikai hivatal munkatársaként, hanem teljesen egyéni úton érte el.
Első komolyabb munkáját (A nemzeti vagyon becslése, 1893) még egyetemistaként írta és rögtön jutalomban részesítették. Következő nagyobb munkája az MTA jutalmát érdemelte ki (A járadékbirtokok rendszere és alkalmazása Magyarországon, 1900), és több későbbi írása is akadémiai díjban részesült. Az MTA megbízásából írta A nemzetközi fizetési mérleg és alakulása Magyarországon (1908) című dolgozatát. Már előtte elkészítette a nemzeti vagyon becslésével, illetve a nemzeti jövedelem becslésével foglalkozó tanulmányait. Ez irányú kutatásait elmélyítve írta és tartotta meg Ausztria és Magyarország nemzeti jövedelme című akadémiai székfoglalóját 1916-ban, jóval később pedig a trianoni békeszerződés utáni országra vonatkozó tanulmányait (Csonka-Magyarország nemzeti vagyona, 1929; Csonka-Magyarország nemzeti jövedelme, 1930). „Az 1945-ben végzett országos kárstatisztikai felvételnek nem volt más összehasonlítási és viszonyítási alapja, mint a Fellner által 1929-ben Csonka-Magyarországra készített becslése.”
A fizetési mérleggel foglalkozó első tanulmányát szintén az akadémia megbízásából írta (A valuta rendezése Magyarországon, különös tekintettel a készpénzfizetések megkezdésére, 1911). Az első világháború után a Nemzetközi Statisztikai Intézet részére francia nyelven készítette el nagy jelentőségű munkáját 1923-ban, mely A mai Magyarország nemzetközi fizetési mérlege címen magyarul is megjelent.
Tevékenysége ennél sokrétűbb volt. Foglalkozott a pénzrendszer reformjával, az agrárpolitika és a gazdasági válság kérdéseivel. Tagja volt a Közgazdasági enciklopédia (1929-1931) szerkesztő bizottságának. Cikkeket írt a Közgazdasági Szemlébe, a Statisztikai Közleményekbe, a Budapesti Szemlébe és külföldi szakmai folyóiratokba is.

## Munkái
- A nemzeti vagyon becslése (Budapest, 1893)
- A járadékbirtokok rendszere és alkalmazása Magyarországon (Budapest, 1900; Berlin, 1905)
- A nemzetközi fizetési mérleg és alakulása Magyarországon (Budapest, 1908)
- La dette hypothécaire et les charges publiques des immeubles en Hongrie (Paris, 1909)
- A valuta rendezése Magyarországon, különös tekintettel a készpénzfizetések megkezdésére (Budapest, 1911)
- Ausztria és Magyarország nemzeti vagyona (Budapest, 1913)
- Ausztria és Magyarország nemzeti jövedelme Székfoglaló (Budapest, 1916)
- A mai Magyarország nemzetközi fizetési mérlege (Budapest, 1924)
- A pénzrendszer reformja Magyarországon (Budapesti Szemle. 201. 1925)
- A földbirtokreform finanszírozása Magyarországon (Budapesti Szemle. 211. 1928)
- Csonka-Magyarország nemzeti vagyona (Budapest, 1929)
- Csonka-Magyarország nemzeti jövedelme (Budapest, 1930)
- Távolkelet közlekedésügye (Budapest, 1932)